# Авіамоторна (станція метро, Велика кільцева лінія)
55°45′11″ пн. ш. 37°43′07″ сх. д. / 55.75306° пн. ш. 37.71861° сх. д.
«Авіамоторна» (рос. Авиамоторная) — пересадна проміжна станція Великої кільцевої лінії Московського метрополітену.  
З моменту відкриття і по 16 лютого 2023 станція функціонувала у складі Некрасовської лінії
. 
Пересадна з однойменною станцією Калінінської лінії (до закінчення будівництва переходу пересадка здійснюється через вулицю). 
Відкрита 27 березня 2020 у складі черги Лефортово — Косино
.

## Конструкція
Колонна трипрогінна мілкого закладення (глибина закладення — 19,4 м) з однією прямою острівною платформою.

## Колійний розвиток
Станція без колійного розвитку.

## Виходи
- Авіамоторна вулиця,
- шосе Ентузіастів

- Через південний вестибюль на проїзд Ентузіастів.
- Через північний вестибюль, відкриття якого відбудеться пізніше, на Авіамоторну та Червоноказарменну вулиці.
- До залізничного зупинного пункту «Авіамоторна», приміські потяги Рязанського напрямку МЗ.
- До зупинних пунктів громадського транспорту.

## Пересадки
- На метростанцію  Авіамоторна
- На залізничну платформу  Авіамоторна
- На автобуси: 012, м6, 59, 125, 440, 730, 759, 805, 987, т24, т30, т53, н4;
- На трамваї: 12, 32, 37, 46, 50

## Оздоблення
Оздоблення присвячено авіаційній тематиці та відповідає назві станції. Колійні стіни виконані з нержавіючої сталі, підлога — з натурального каменю, а стеля — з алюмінію. В оформленні станції переважають сірі, чорні і білі відтінки. Колони та світильники на платформі повторюють форму деталей літака, а стелі з рейкових панелей у вестибюлі створюють відчуття повітряних потоків. На стелі зображений хмарний шлейф, який залишає літак що пролетів. Слід від літака імітує і безліч світлодіодних і неонових світильників з алюмінію.

## Послуги
| Попередня станція | Лінія | Лінія                 | Лінія | Наступна станція |
| ----------------- | ----- | --------------------- | ----- | ---------------- |
| Нижньогородська   |       | Велика кільцева лінія |       | Лефортово        |